# Hornillos
Hornillos är en ort i Spanien.   Den ligger i provinsen Provincia de Valladolid och regionen Kastilien och Leon, i den centrala delen av landet, 140 km nordväst om huvudstaden Madrid. Hornillos ligger 725 meter över havet och antalet invånare är 196.
Terrängen runt Hornillos är platt. Runt Hornillos är det glesbefolkat, med 19 invånare per kvadratkilometer. Närmaste större samhälle är Medina del Campo, 17,3 km väster om Hornillos. Trakten runt Hornillos består till största delen av jordbruksmark.